# União das Freguesias de Troporiz e Lapela
Die União das Freguesias de Troporiz e Lapela ist eine portugiesische Gemeinde (Freguesia) im Kreis (Concelho) Monção im Nordwesten Portugals.

## Geschichte
Die Gemeinde entstand im Zuge der Gebietsreform vom 29. September 2013 durch die Zusammenlegung der ehemaligen Gemeinden Troporiz und Lapela. Troporiz wurde Sitz der neuen Verwaltung.

## Demographie
| Freguesia | Freguesia         | Freguesia | Freguesia       | ehemalige Freguesias | ehemalige Freguesias | ehemalige Freguesias | ehemalige Freguesias |
| --------- | ----------------- | --------- | --------------- | -------------------- | -------------------- | -------------------- | -------------------- |
| Wappen    | Freguesia         | Einwohner | Fläche in (km²) | Wappen               | Freguesia            | Einwohner            | Fläche in (km²)      |
|           | Troporiz e Lapela | 454       | 3,96            |                      | Troporiz             | 270                  | 2,38                 |
|           | Troporiz e Lapela | 454       | 3,96            | Lapela               | 223                  | 1,58                 |                      |